# Bahnstrecke Gairo Taquisara–Jerzu
| |                          |                          |                          |
| Streckenlänge: | 9,0 km                   |                          |                          |
| Spurweite: | 950 mm (ital. Meterspur) |                          |                          |
| |                          |                          |                          |
| \| \| \| Bahnstrecke von Mandas \| \| \| \| 0,000 \| Gairo Taquisara \| 784 m s.l.m. \| \| \| \| Bahnstrecke nach Arbatax \| \| \| \| 5,943 \| Osini-Ulassai \| 669 m s.l.m. \| \| \| 8,715 \| Jerzu \| 593 m s.l.m. \| |                          |                          |                          |
| Strecke |                          | Bahnstrecke von Mandas   | Bahnstrecke von Mandas   |
| Bahnhof | 0,000                    | Gairo Taquisara          | 784 m s.l.m.             |
| Abzweig ehemals geradeaus und nach links |                          | Bahnstrecke nach Arbatax | Bahnstrecke nach Arbatax |
| Bahnhof (Strecke außer Betrieb) | 5,943                    | Osini-Ulassai            | 669 m s.l.m.             |
| Kopfbahnhof Streckenende (Strecke außer Betrieb) | 8,715                    | Jerzu                    | 593 m s.l.m.             |

Die Bahnstrecke Gairo Taquisara–Jerzu war eine schmalspurige Nebenbahn auf Sardinien. Die Strecke ist stillgelegt und abgebaut.

## Geschichte
Die italienische Bahngesellschaft Società italiana per le Strade Ferrate Secondarie della Sardegna (SFSS) eröffnete am 16. November 1893 die von der Bahnstrecke Mandas–Arbatax in Gairo Taquisara abzweigende Strecke nach Jerzu. Nachdem die SFSS im Jahr 1921 in wirtschaftliche Schwierigkeiten geriet und aufgelöst wurde, übernahm die 1911 in Mailand gegründete Ferrovie Complementari della Sardegna (FCS) den Bahnverkehr.
Schon am 14. September 1956 wurde der Bahnverkehr aufgegeben und durch Busse ersetzt. Der Bahnhof Jerzu ist heute ein Museum.